# André Gohr
André Gohr durante o Tour de Frandres esperanças de 2016
André Eduardo Gohr (15 de agosto de 1996, Brusque) é um ciclista brasileiro, membro da equipa Funvic-Pindamonhangaba.

## Biografia
André Gohr começou no ciclismo sob o impulso do seu pai, Eduardo. O seu primo Soelito Gohr pratica igualmente o ciclismo em competição.
Nos jovens, distingue-se no exercício do contrarrelógio, resultando a três postos campeão do Brasil da disciplina. Em 2014, começa a sua formação no Centro Mundial de Ciclismo, em Aigle. Com esta equipa, realiza boas temporadas na Volta do vale da Trambouze. Nesta prova federal juniores, impõe-se no contrarrelógio e termina sexto na classificação geral. Durante os dois anos seguintes, participa no Tour de Alsácia, no Tour de l'Avenir e no Tour de Frandres esperanças.
Foi contratado em 2017 pela formação Soul Brasil, que tinha sido promovida como equipa continental profissional. Nesse ano houve a revelação de três controles positivos no seu elenco (João Gaspar, Kléber Ramos e Ramiro Rincón), em menos de dois meses, depois disso treina não obstante a suspensão de todas competições internacionais para a formação até 12 de fevereiro.

## Palmarés em estrada
- 2011
  -  Campeão do Brasil do contrarrelógio cadetes
- 2012
  -  Campeão do Brasil do contrarrelógio cadetes
- 2013
  -  Campeão do Brasil do contrarrelógio juniores
- 2014
  - 2.º do campeonato do Brasil do contrarrelógio juniores
- 2017
  -  Campeão do Brasil do contrarrelógio esperanças
    - 3.ºb etapa da Volta ao Uruguai (contrarrelógio por equipas)

  - Copa Hans Fischer : 
    - Classificação geral 
      - 1.ª etapa (contrarrelógio)
- 2018
  -  Campeão do Brasil do contrarrelógio esperanças
  - Copa Hans Fischer : 
    - Classificação geral 
      - 1.ª etapa (contrarrelógio)

  - Volta de Brusque : 
    - Classificação geral 
      - 1.ª etapa (contrarrelógio)
- 2019
  -  Campeão do Brasil do contrarrelógio
  - Subida do Morro da Cruz
  - Copa Hans Fischer : 
    - Classificação geral 
      - 1.ª (contrarrelógio) e 2. ª etapas

  - Volta de Brusque : 
    - Classificação geral 
      - 1.ª etapa (contrarrelógio)

## Classificações mundiais
| Ano              | 2017   | 2018  |
| UCI America Tour | 458.º. | 273.º |